# Koloniale Jugendabteilung
Als Koloniale Jugendabteilung (KJA) bezeichneten sich zahlreiche revisionistische Jugendgruppen von Kolonial- und Schutztruppenvereinen in den Jahren 1924 bis 1933. 
Den Ausgangspunkt zur Gründung Kolonialer Jugendabteilungen bildete der am 17. und 18. September 1924 in Berlin abgehaltene erste Kolonialkongress nach dem Weltkrieg, bei dem auf Veranlassung der Kolonialen Reichsarbeitsgemeinschaft (Korag) ein Kolonialer Jugendausschuss gebildet wurde. Sein Ziel war die Heranführung von Jugendlichen an den „kolonialen Gedanken“ und die Forderung nach Rückgabe der ehemaligen deutschen Kolonialgebiete. Zu den Aktivitäten der Kolonialen Jugendabteilungen gehörten beispielsweise die Organisation von Vorträgen ehemaliger Schutztruppenangehöriger und Kolonisten, Schießsport mit Luftgewehren sowie Wanderungen und Zeltlager. Die Kolonialen Jugendabteilungen waren zusammen mit ähnlichen Jugendgruppen in Regionalverbänden organisiert und nahmen an reichsweiten Jugendtreffen teil. Im August 1933 wurden die KJA-Mitglieder, wie auch die Angehörigen anderer kolonialer Jugendvereinigungen, in die Hitler-Jugend übernommen.